# Campeonato Regional da Guarda
O Campeonato Regional da Guarda foi uma competição de futebol portuguesa organizada pela Associação de Futebol da Guarda. Era a competição que elegia oficialmente o campeão de futebol do Distrito de Leiria, a primeira e única edição foi na época de 1946–47. O seu vencedor foi Gouveiense.

## Vencedores

### Por época
| Época   | Vencedor   |
| ------- | ---------- |
| 1946–47 | Gouveiense |

### Por clube
| Clube      | Venceu | Época(s) |
| ---------- | ------ | -------- |
| Gouveiense | 1      | 1946–47  |

Ref.: